# Dębówko Nowe
Dębówko Nowe (prononciation : [dɛmˈbufkɔ ˈnɔvɛ]) est un village polonais de la gmina de Białośliwie dans le powiat de Piła de la voïvodie de Grande-Pologne dans le centre-ouest de la Pologne.
Il se situe à environ 4 kilomètres au nord-est de Białośliwie (siège de la gmina), 31 kilomètres à l'est de Piła (siège du powiat), et à 82 kilomètres au nord de Poznań (capitale de la Grande-Pologne).

## Histoire
De 1975 à 1998, le village faisait partie du territoire de la voïvodie de Piła.

Depuis 1999, Dębówko Nowe est situé dans la voïvodie de Grande-Pologne.